# Hans Rott (Politiker)
Hans Rott (* 29. August 1886 in Sangerberg, Österreich-Ungarn; † 30. Dezember 1962 in Wien) war ein österreichischer Politiker (CSP, VF).

## Leben
Hans Rott besuchte Volks-, Bürger- und Handelsschule und wurde 1906 Postbeamter. 1919 zählte er zu einem der Gründungsmitglieder der Gewerkschaft christlicher Post- und Telegraphenangestellten, zu deren Obmann Rott im Jahr 1923 gewählt wurde. Ab 1925 zählte er zusammen mit Leopold Kunschak zu einem der wichtigsten Mitglieder in der Zentralkommission der christlichen Gewerkschaften.
Ebenfalls im Jahr 1919 zog Rott als christlichsozialer Abgeordneter in den Landtag von Niederösterreich ein, dem er jedoch nur wenige Monate, bis 1920, angehören sollte.
Im Oktober 1929 wurde Rott als Mitglied des Bundesrats vereidigt, ein Amt, welches er bis Mai 1932 innehatte. Von 1934 bis 1938 saß Rott im österreichischen Bundeswirtschaftsrat.
Von November 1936 bis zum Anschluss Österreichs, im März 1938, war Rott Staatssekretär im Kabinett von Bundeskanzler Kurt Schuschnigg; zunächst im Bundesministerium für soziale Verwaltung und zuletzt im Bundeskanzleramt. Als Bundespolitiker bemühte sich Rott zwischen Christ- und Sozialdemokraten zu vermitteln.
1938 wurde Rott, der gegen den Nationalsozialismus auftrat, verhaftet. Nach fünf Monaten im Gefängnis kam er frei. 1939 floh er nach Frankreich, wo er die Ligue Autrichienne, eine Gruppierung von Exilösterreichern, um sich scharte. Nach der Kapitulation Frankreichs floh Rott 1940 über Spanien, Portugal und Kanada in die USA. In New York City bemühte sich Rott ab 1941 mit seiner Bewegung Free Austrian Movement vergeblich eine österreichische Exilregierung aufzubauen, die von den Vereinigten Staaten akzeptiert werden würde. 1944 gründete er die Christian-Socialist Party of Austria, eine jedoch nur kurzlebige Partei.
1945 wurde Rott dank seiner guten Verbindungen Mitarbeiter im österreichischen Generalkonsulat in New York. Hier wurde er auch zum Leiter des Department of Organisations ernannt.
1960, nach zwei Jahrzehnten im Ausland, kehrte Rott nach Österreich zurück. Er starb zwei Jahre später in Wien.